# Corleone
Denne side handler om den sicilianske by Corleone. For Corleone-familien, se The Godfather.
Corleone (Siciliansk Cunigghiuni) er en lille by og en kommune med ca. 12.000 indbyggere i provinsen Palermo på Sicilien.
Byen er primært kendt for at være fødeby for en række mafiabosser, både fiktive, så som Vito Corleone og virkelige, eksempelvis  Giuseppe Morello, Michele Navarra, Luciano Leggio, Leoluca Bagarella, Salvatore Riina og Bernardo Provenzano.  